# كشافة الكويكبات القريبة من الأرض
كشف الكويكب القريب من الأرض ( NEA Scout ) هي مهمة مخطط لها من قبل ناسا لتطوير مركبة فضائية شراعية و شمسية منخفضة التكلفة من نوع CubeSat يمكن التحكم فيها وقادرة على مواجهة الكويكبات القريبة من الأرض (NEA).   ستكون NEA Scout واحدة من ال13 CubeSats التي سيتم نقلها مع مهمة Artemis 1 إلى مدار حول الشمس في الفضاء القمري في أول رحلة لنظام الإطلاق الفضائي (SLS) المخطط إطلاقها في عام 2021 القادم.  الهدف الأكثر ترجيحًا للمهمة هو 1991 VG ، لكن هذا قد يتغير بناءً على تاريخ الإطلاق أو عوامل أخرى.  بعد الانتشار في الفضاء القمري ، ستقوم NEA Scout بإجراء سلسلة من الرحلات الجوية على سطح القمر لتحقيق مسار المغادرة الأمثل قبل بدء الرحلة البحرية التي تستغرق عامين.
يعمل مركز مارشال لرحلات الفضاء (MSFC) ومختبر الدفع النفاث (JPL) التابع لناسا على تطوير هذه المهمة بشكل مشترك بدعم من مركز جودارد لرحلات الفضاء التابع لناسا ، ومركز ليندون جونسون للفضاء ، ومركز لانغلي للأبحاث ، ومقر ناسا .  الباحث الرئيسي (العلمي) هو جولي كاستيلو روجيز من مختبر الدفع النفاث التابع لناسا. و الباحث الرئيسي (الشراع الشمسي) هو ليس جونسون من NASA MSFC.

## نظرة عامة
يتم تمويل المهمة من قبل مديرية مهام الاستكشاف والعمليات البشرية التابعة لناسا. تعتبر الكويكبات القريبة من الأرض ( NEAs ) ذات أهمية كبيرة للعلم، ومع استمرار وكالة ناسا في تحسين خططها لاستكشاف هذه الأجسام الصغيرة مع المستكشفين البشريين، فإن الاستكشاف الأولي باستخدام السلائف الآلية الرخيصة أمر ضروري لتقليل المخاطر، وإبلاغ الأدوات المطلوبة للمستقبل مهام الاستطلاع. كما أن توصيف المناطق القريبة من الأرض التي يزيد قطرها عن 20 مترًا له أهمية كبيرة لتخطيط استراتيجيات التخفيف للدفاع الكوكبي . 
ستكون المركبة الفضائية NEA Scout واحدة من ثلاثة عشر CubeSats محمولة كحمولة ثانوية في أول رحلة لنظام الإطلاق الفضائي (SLS) ، وهي مهمة تسمى Artemis 1 .  لقياس الخصائص الفيزيائية لجسم قريب من الأرض، ستقوم المركبة الفضائية بأداء بطيء بسرعة (10-20 م / ث)  إغلاق ( 10 كيلومتر (6.2 ميل) ) flyby.

## هدف
ستظهر مهمة ناسا للكشف عن كويكب قريب من الأرض (NEA) قدرات المركبة الفضائية صغيرة للغاية، مدفوعة بشراع شمسي، لأداء استطلاع لكويكب بتكلفة منخفضة. الهدف هو تطوير القدرة التي من شأنها سد الفجوات المعرفية ل كويكب قريب من الأرض في نطاق 1-100 متر.    تتميز المناطق القريبة من الأرض الواقعة في نطاق من 1 إلى 100 متر بسمات سيئة بسبب التحديات التي تصاحب اكتشافها ومراقبتها وتتبعها لفترات طويلة من الزمن. يُعتقد أن الأشياء التي يتراوح حجمها بين 1 و 100 م هي أجزاء من أجسام أكبر. ومع ذلك، فقد تم اقتراح أن هذه الأشياء يمكن أن تكون في الواقع أكوام من الأنقاض والحطام.
يجادل باحثو البعثة بأن "توصيف المناطق القريبة من الأرض التي يزيد قطرها عن 20 مترًا له أهمية كبيرة أيضًا لإعلام استراتيجيات التخفيف للدفاع الكوكبي .

## الهدف
الهدف المخطط له، والخاضع للتغيير، هو جسم قريب من الأرض 1991 VG  1991 تم اكتشاف VG قبل فترة وجيزة من مرور 0.003 AU من الأرض في 6 نوفمبر 1991 ، وعاد في غضون 0.06 AU من الأرض في أغسطس 2017.   وقد أثار الاهتمام بسبب الاقتراب القريب، والتوقع بأن مثل هذا المدار الشبيه بالأرض لن يكون له استقرار مداري طويل الأمد. بمجرد اكتمال التحليق، وإذا كان النظام لا يزال يعمل بكامل طاقته، فسيتم التفكير في مهمة ممتدة، ربما تؤدي إلى استكشاف كويكب آخر أو إعادة طيران 1991 VG بعد عدة أشهر. 

## الحمولة
سيتم تحقيق الملاحظات باستخدام CubeSat الذي سيقوم بإغلاق (~ 10 km) ، مزود بكاميرا أحادية اللون عالية الدقة من الدرجة العلمية لقياس الخصائص الفيزيائية للأجسام القريبة من الأرض. الكاميرا هي ECAM M-50 من Malin Space Science Systems .  تشمل القياسات التي سيتم تناولها تحديد الموقع الدقيق للهدف (الموقع والتنبؤ) ، ومعدل الدوران وموضع القطب، والكتلة، والكثافة، ورسم خرائط للجسيمات وحقل الحطام في المنطقة المجاورة للهدف، والنوع الطيفي للبيضة والكويكب، والتشكيلات السطحية والخصائص، وخصائص الثرى. ستستخدم البعثة شبكة الفضاء السحيق التابعة لناسا كمكون أساسي للاتصالات والتتبع.

## التصميم
تم تقديم بنية المركبة الفضائية لأول مرة في عام 2014 ، وهي مبنية على نظام CubeSat المكون من 6 وحدات مع غلاف مخزّن أكبر قليلاً من 10 × 20 × 30 سم، كتلة 14 كيلوغرام (31 رطل) ، باستخدام نظام دفع الغاز البارد،  ويعتمد بشكل أساسي على استخدام الأجزاء الجاهزة للاستخدام التجاري.  في حين أنه من الممكن أن يصل 6U CubeSat إلى NEA بدفع كيميائي تقليدي، سيكون كل من عدد الأهداف ونافذة الإطلاق مقيدًا بشدة. من خلال استخدام الدفع الشراعي الشمسي ، أصبح من الممكن اعتراض عدد كبير من الأهداف في أي نافذة إطلاق.  تقدر مدة البعثة بين 2.5 و 3 سنوات.
بعد الانتشار في الفضاء القمري ، ستنشر NEA Scout الألواح الشمسية والهوائية. بعد التحليق فوق القمر، سيتم نشر الشراع الشمسي وسيبدأ تسجيل المركبات الفضائية. ستقوم NEA Scout بعد ذلك بإجراء سلسلة من الرحلات الجوية على سطح القمر لتحقيق مسار المغادرة الأمثل قبل بدء الرحلة البحرية التي تستغرق 2.0 - 2.5 سنة إلى الكويكب 1991 VG . 
المركبة الفضائية
أربعة أذرع تطويق طولها 6.8 م ستنشر شراعًا شمسيًا المصنوع من البوليميد المغطى بالألمنيوم بطول 86 م 2 ، بسمك 2.5 ميكرومتر.  آلية نشر الشراع هي تعديل لتلك الخاصة بالمركبة الفضائية LightSail 2 التابعة لـ NanoSail و Planetary Society.  وقت نشر الشراع الكامل حوالي 30 دقيقة.
إلكترونيات الطيران
تستوعب وحدة إلكترونيات الطيران لوحات الدوائر المطبوعة للاتصالات ووحدة توزيع الطاقة ونظام معالجة الأوامر والبيانات ومستشعرات الشمس ومتعقب النجوم المصغر. تتضمن هذه الوحدة أيضًا عجلات التفاعل وبطاريات الليثيوم وكاميرا.  يتكون نظام التحكم في وضع المركبة الفضائية الشراعية الشمسية من ثلاثة أنظمة تشغيل فرعية: نظام التحكم في عجلة التفاعل، ونظام التحكم في التفاعل، ونظام الترجمة الشامل القابل للتعديل. 
الدفع
يقع نظام الدفع بالغاز البارد أسفل الشراع الشمسي ويوفر مناورات اندفاعية أولية (مطلوبة لمسارات الهروب بمساعدة القمر) وإدارة الزخم.  ستستخدم المركبة الفضائية جهاز إرسال واستقبال Iris للاتصالات في النطاق X. 

## روابط خارجية
- SLS 1 Cubesat Deployment – NEA Scout, ect على يوتيوب